# Presseurop.eu
Presseurop.eu – uruchomiony w maju 2009 r. serwis internetowy, który oferował codzienny przegląd prasy europejskiej z ponad 200 zagranicznych gazet i magazynów. Był wydawany w dziesięciu językach: angielskim, francuskim, niemieckim, czeskim, polskim, holenderskim, portugalskim, rumuńskim, włoskim oraz hiszpańskim.
Portal powstał w 2009 r. dzięki inicjatywie konsorcjum tworzonego przez cztery magazyny specjalizujące się w przedrukach z prasy światowej: paryski Courrier International, lizboński Courrier Internacional, warszawski Forum oraz rzymski Internazionale. Serwis zaprzestał działalność 20 grudnia 2013 r. Dyrekcja Generalna ds. Komunikacji, która podlega wiceprzewodniczącej Viviane Reding, powiadomiła redakcję, że nie zamierza kontynuować projektu z przyczyn budżetowych.
Główną siedzibą redakcji był Paryż.